# Alex brunnescens
Alex brunnescens är en fjärilsart som beskrevs av Louis Beethoven Prout 1933. Alex brunnescens ingår i släktet Alex och familjen mätare. Inga underarter finns listade i Catalogue of Life.